# Фейсал, Аджмал
Аджмал Фейсал (род. 14 августа 1990, Кабул) — афганский боксёр, представитель наилегчайшей весовой категории. Выступал за национальную сборную Афганистана по боксу в начале 2010-х годов, участник чемпионата мира в Баку и летних Олимпийских игр в Лондоне.

## Биография
Аджмал Фейсал родился 14 августа 1990 года в Кабуле, Афганистан.
Впервые заявил о себе в боксе на взрослом международном уровне в сезоне 2011 года, когда вошёл в основной состав афганской национальной сборной и выступил на Кубке президента в Джакарте, где на стадии четвертьфиналов наилегчайшей весовой категории был остановлен казахом Канатом Турганбаевым. Также в этом сезоне отметился выступлением на чемпионате мира в Баку — здесь уже на раннем этапе был остановлен аргентинцем Фернандо Мартинесом.
На Азиатском олимпийском квалификационном турнире 2012 года в Астане выступил неудачно, в 1/8 финала проиграл представителю КНДР Пак Чон Чхолю. Несмотря на ранний проигрыш, по решению трёхсторонней комиссии Фейсал всё же удостоился права представлять страну на летних Олимпийских играх в Лондоне. На Играх, однако, уже в стартовом поединке категории до 52 кг со счётом 9:22 потерпел поражение от француза Нордина Убаали и сразу же выбыл из борьбы за медали.
После лондонской Олимпиады Аджмал Фейсал больше не показывал сколько-нибудь значимых результатов в боксе на международной арене.